# أدب الغموض

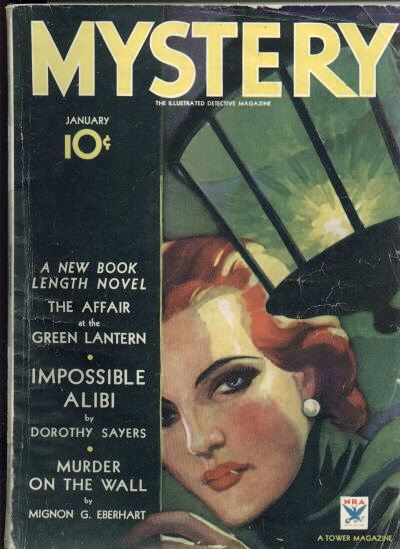

أدب الغموض (بالإنجليزية: Mystery fiction)‏ غالبا ما يستعمل كمرادف للرواية البوليسية أو أدب الجريمة وبعبارة أخرى رواية أو قصة قصيرة يكون المحقق (إما محترف أو هاوي) يحقق ويحل لغز الجريمة. هذا المصطلح في بعض الأحيان قد يكون مقصورا على مجموعة فرعية من القصص البوليسية التي يتم فيها التركيز على عنصر الألغاز / التشويق وحلها المنطقي. 
و على الرغم من أن ارتباطه عادة مع الجرائم، فإنه في بعض الحالات قد يشير إلى نوع مختلف تماما، حيث يتم التركيز على سر خارق (الحل لا يتوجب أن يكون منطقيا، وأيضا لا حاجة لوجود جريمة).